# John Lobb
John Lobb est une entreprise fondée en 1866 par John Lobb (1829-1895) à Londres et commercialisant des bottes et des souliers de luxe sur mesure pour hommes. La marque s'implante vers 1900 en France. Depuis 1976, la maison est une filiale du groupe Hermès, la boutique londonienne restant détenue par la famille fondatrice.
L'entreprise commercialise aussi des collections de prêt-à-porter et d'accessoires en cuir tels que des ceintures, des portefeuilles mais aussi des bottes pour femmes.

## Histoire

### Préambule
John Lobb, né en 1826 dans le sud des Cornouailles, est le fils d'un ouvrier agricole. Il commence très jeune à travailler puis fait son apprentissage chez un cordonnier. Quelques années après il part pour l'Australie et répare ou fabrique les bottes des chercheurs d'or locaux. Après avoir gagné assez d'argent, il s'installe à Sydney et se marie avec la fille du capitaine du port. Il gagne, en 1862, la médaille d'or des meilleures bottes et chaussures des colonies australiennes de l'Exposition internationale de l'Industrie et de l'Art à Londres et obtient ainsi une reconnaissance ; dans la foulée, il sollicite Édouard prince de Galles en lui faisant parvenir une paire de bottes. L'année suivante, il est nommé fournisseur de la famille royale et décide de retourner en Angleterre.

### Londres puis Paris
Avec son apprenti Frederik Richards, il ouvre la première boutique John Lobb en 1866, 296 Regent Street à Londres avec en évidence, les  insignes de Royal Warrant. John Lobb participe ces années là à diverses expositions en Europe et aux États-Unis et y gagne récompenses et reconnaissance. Innovant, il devient le meilleur chausseur de l'Empire britannique. Quinze ans plus tard, John Lobb meurt et son fils William Hunter Lobb reprend l'affaire avec plus ou moins de réussite. Une seconde boutique est ouverte sur St. James's Street.
Vers 1900 une boutique est également ouverte à Paris Rue du Vingt-Neuf-Juillet dans le faubourg Saint-Honoré et proche de l'ambassade du Royaume-Uni en France. Celle ci est un succès mais celle d'origine de Regent Street ferme.
Durant l'entre deux-guerres, les créations griffées John Lobb sont aux pieds de Cecil Beaton, |Orson Welles ou Katharine Hepburn. Durant la Seconde Guerre mondiale, la boutique de St. James's Street est bombardée et l'entreprise s'installe dans la même rue au no 26.

### Hermès
En 1976, la marque John Lobb devient propriété de la maison Hermès. L'atelier parisien, le service de commandes spéciales By Request, la collection de chaussures en prêt-à-porter de même que les succursales à enseigne John Lobb font partie de la filiale Hermès. L'atelier londonien (John Lobb Ltd.) implanté sur Saint James's Street demeure propriété de la famille Lobb.
À partir des années 1990, sous l'égide d'Hermès, la marque John Lobb ouvre des boutiques de prêt-à-porter en propre dans des villes aux États-Unis, en Europe, au Moyen-Orient et en Asie,, dont Paris (1990), Londres sur Jermyn Street (1995), New York sur Madison Avenue (2000) ou encore Shangai, Moscou ou Pékin.
Aujourd’hui, la marque propose toujours un service sur mesure. Les chaussures en prêt-à-porter sont manufacturées dans l'usine de Northampton en Angleterre, inaugurée en 1994.

## Informations économiques
En 2010, l'atelier parisien a reçu le label Entreprise du Patrimoine Vivant (EPV).
En mai 2014, Renaud Paul-Dauphin, directeur général de John Lobb, SAS depuis 2007, déclare « Nous sommes une entreprise de 25 millions de livres sterling (environ 40 millions de dollars) dans le monde entier, ce qui, tout bien considéré, est peu ». Mais il est possible de développer une marque avec un modèle d'affaires ancré dans l'artisanat traditionnel à forte main d'œuvre, tout en conservant son essence, « Nous y parviendrons en élargissant notre cœur de métier, en ouvrant la distribution, mais la condition préalable, bien sûr, est de disposer d'un outil de production solide ».

## Direction artistique
En juin 2014, le groupe Hermès a nommé Paula Gerbase Directrice artistique de la marque John Lobb.
Paula Gerbase supervise les collections depuis son atelier à Londres. La première collection John Lobb qu'elle a dirigée a été présentée aux défilés de mode masculine londoniens pour l'automne/hiver 2015.